# Processo de emancipação de municípios em São Paulo
Esta é a relação dos processos de emancipação e criação de municípios no estado de São Paulo que tramitaram na Comissão de Assuntos Municipais e dos processos que ainda tramitam (mas no momento suspensos por período indeterminado) na Comissão de Assuntos Metropolitanos e Municipais da Assembleia Legislativa de São Paulo, após a promulgação da Lei nº 8.092 de 28/02/1964 que desde então continua sendo a legislação base da divisão territorial e administrativa do estado. Durante esse período foram criados 74 novos municípios. 

## História

### 1971-1985
A partir da Constituição de 1967 e da Lei Complementar Federal n° 1 de 09/11/1967 foi dificultada a criação de municípios em todo o país, tornando bem mais rígidos os requisitos mínimos exigidos por lei para a emancipação e criação de um município. 
Através do Ato Complementar n° 46 de 07/02/1969 foi mantida a divisão territorial vigente em 31/12/1968 e nenhuma modificação poderia ser feita na organização territorial e administrativa dos estados sem prévia autorização do Presidente da República, ouvido o Ministério da Justiça. Houve mudança também na periodicidade das revisões territoriais, que deixaram de ser quinquenais e passaram a ser quadrienais, no ano anterior ao das eleições municipais. 
Seguindo o que determinava a nova legislação a primeira revisão territorial ocorreu em 1971, ano anterior às eleições municipais de 1972, onde os processos de emancipação tramitaram na Comissão de Assuntos Municipais da ALESP de acordo com as exigências da Constituição de 1967, da Lei Complementar Federal n° 1 de 09/11/1967, do Ato Complementar n° 46 de 07/02/1969, da Constituição Estadual de 1967, da Lei Orgânica dos Municípios de 1969 com modificações e do Regimento Interno da ALESP. Nessa revisão não houve a criação de nenhum município. 
A próxima revisão territorial ocorreria em 1975, ano anterior às eleições municipais de 1976, mas não houve tempo suficiente para ser feita, devido o parecer normativo do Ministério da Justiça regulamentando a matéria e criando condições para a criação de novos municípios ser emitido somente no final do ano. 
Com a Lei Complementar Federal n° 28 de 18/11/1975 houve nova mudança na periodicidade das revisões territoriais, passando a ser entre dezoito e seis meses anteriores à data das eleições municipais. No ano de 1978 através de uma emenda constitucional foi revogado o Ato Complementar n° 46 de 07/02/1969. 
Com essas mudanças a revisão territorial ocorreu entre 1979 e início de 1980, ano das eleições municipais (estas eleições acabaram sendo adiadas devido à aprovação de uma emenda constitucional). Nessa revisão os processos de emancipação tramitaram de acordo com as exigências da Constituição de 1967, da Lei Complementar Federal n° 1 de 09/11/1967 com modificações, da Constituição Estadual de 1967, da Lei Orgânica dos Municípios de 1969 com modificações e do Regimento Interno da ALESP, não havendo a criação de nenhum município. 
A Lei Complementar Federal n° 39 de 10/12/1980 alterou mais uma vez a periodicidade das revisões territoriais, passando a serem feitas de acordo com o que era disposto na Lei Orgânica dos Municípios de 1969, ou seja, no ano anterior ao das eleições gerais. 
Assim houve revisões territoriais nos anos de 1981, anterior às eleições gerais de 1982, e de 1985, anterior às eleições gerais de 1986. Tanto em 1981 como em 1985 os processos de emancipação tramitaram de acordo com as exigências da Constituição de 1967, da Lei Complementar Federal n° 1 de 09/11/1967 com modificações, da Constituição Estadual de 1967, da Lei Orgânica dos Municípios de 1969 com modificações e do Regimento Interno da ALESP. 
Em 1981 houve a criação de apenas um único município, através do Projeto de Lei n° 621/81 que deu origem a Lei n° 3.198 de 23/12/1981, alterando a Lei nº 8.092 de 28/02/1964. Sendo assim o estado de São Paulo passou a contar com 572 municípios a partir de 1983 com a instalação do município de Vargem Grande Paulista. Mas na revisão de 1985 não houve a criação de nenhum município. 

### 1987-1995
Com a Lei Complementar Estadual n° 521 de 23/10/1987, que alterou a Lei Orgânica dos Municípios de 1969, houve mais uma mudança na periodicidade das revisões territoriais, passando a serem feitas anualmente.
Assim os processos de emancipação que deram entrada no final de 1987 e no ano de 1988 tramitaram inicialmente de acordo com as exigências da Constituição de 1967, da Lei Complementar Federal n° 1 de 09/11/1967 com modificações, da Constituição Estadual de 1967, da Lei Orgânica dos Municípios de 1969 com modificações e do Regimento Interno da ALESP.
Mas com a nova Constituição de 1988 foi transferida para os estados a competência para, por meio de lei complementar, fixar os requisitos para as proposituras de emancipação, revogando a Lei Complementar Federal n° 1 de 09/11/1967 com suas modificações. Com isso houve um abrandamento dos requisitos mínimos exigidos por lei para a emancipação e criação de um município, aumentando significativamente em todo o país o número de pedidos desse gênero, surgindo muitos municípios num período relativamente curto de tempo.
Após essa mudança, os processos de emancipação dos anos de 1987, 1988 e também os de 1989 passaram a tramitar conforme o parecer de 28/03/1989 da Comissão de Constituição e Justiça da Assembleia Legislativa de São Paulo, de acordo com a legislação cabível em 1989 para essas proposituras, ou seja, conforme as exigências da Constituição de 1988, da Constituição Estadual de 1967, da Lei Orgânica dos Municípios de 1969 com modificações e do Regimento Interno da ALESP.
Em 1989 os processos que tiveram plebiscitos realizados e com resultados favoráveis deram origem ao Projeto de Lei n° 631/89, resultando na Lei n° 6.645 de 09/01/1990 que criou 11 municípios, sendo que um deles (Ibitiúva) não foi instalado devido a uma ADIn (Ação Direta de Inconstitucionalidade).
Já os processos de 1987, 1988 e 1989 que tiveram os plebiscitos cancelados por ordem judicial e também os que não tiveram plebiscitos marcados para 1989, deram início a um novo processo no ano seguinte, e da mesma forma que os processos de emancipação que deram entrada a partir de 1990 passaram a tramitar de acordo com as exigências da Constituição de 1988, da nova Constituição Estadual de 1989, da nova Lei Complementar Estadual n° 651 de 31/07/1990 e do Regimento Interno da ALESP.
Os processos que tiveram plebiscitos realizados em 1991 e com resultados favoráveis deram origem ao Projeto de Lei n° 1.049/91, resultando na Lei n° 7.664 de 30/12/1991 que criou 43 municípios. Os 53 municípios criados nos anos de 1990 e 1991 foram instalados no ano de 1993, passando o estado de São Paulo a possuir 625 municípios.
Os processos que tiveram plebiscitos realizados em 1992 e com resultados favoráveis deram origem ao Projeto de Lei n° 789/92, que acabou não aprovado. Mas esses processos acabaram sendo juntados com os processos que tiveram plebiscitos realizados em 1993 e com resultados favoráveis, dando origem ao Projeto de Lei n° 1.024/93, resultando na Lei nº 8.550 de 30/12/1993 que criou 11 municípios.
E os processos que tiveram plebiscitos realizados em 1995 e com resultados favoráveis deram origem ao Projeto de Lei n° 813/95, resultando na Lei nº 9.330 de 27/12/1995 que criou 9 municípios. Os 20 municípios criados nos anos de 1993 e 1995 foram instalados no ano de 1997, passando o estado de São Paulo a possuir 645 municípios até os dias atuais.
Todas as leis de criação de municípios nesse período também alteraram a Lei nº 8.092 de 28/02/1964.

### Após 1996
Para acabar com o processo desenfreado de criação de municípios foi aprovada a Emenda Constitucional nº 15 de 12/09/1996, onde a criação de municípios continuou sendo de competência estadual, mas feita dentro do período determinado por lei complementar federal e com novos critérios, só que esta lei complementar nunca foi promulgada, apesar de vários projetos de lei nesse sentido tramitarem no Congresso Nacional.
Em 2013 um projeto de lei que definia o período e os critérios para a criação de novos municípios no país foi aprovado pelo Senado mas vetado integralmente pela presidente Dilma Rousseff, sendo que em 2014 outro projeto foi elaborado sendo novamente vetado pela presidente.
No ano de 2015 o Senado aprovou pela terceira vez um projeto de lei com regras para criação de municípios, sendo que este está aguardando resolução da Câmara dos Deputados. Por isso alguns processos de emancipação que já estavam em tramitação no ano de 1996 sem terem sido concluídos, além dos que deram entrada após 1996 encontram-se com a respectiva tramitação suspensa até a situação ser solucionada.

## Processos
|     | Proc.                    | Distrito                     | Município                     | Análise                       | Votação               | Plebiscito              | Resultado | Conclusão                                                                   |
| --- | ------------------------ | ---------------------------- | ----------------------------- | ----------------------------- | --------------------- | ----------------------- | --------- | --------------------------------------------------------------------------- |
| 5   | 1840/71                  | Arco-Íris                    | Tupã                          | não atendeu os requisitos     |                       |                         |           | arquivado                                                                   |
| 8   | 2232/71                  | Éden                         | Sorocaba                      | não atendeu os requisitos     |                       |                         |           | arquivado                                                                   |
| 11  | 2375/71                  | Guaianases                   | São Paulo                     | não atendeu os requisitos     |                       |                         |           | arquivado                                                                   |
| 12  | 3036/71                  | Santo Antônio do Aracanguá   | Araçatuba                     | não atendeu os requisitos     |                       |                         |           | arquivado                                                                   |
| 10  | 2244/71                  | São Miguel Paulista          | São Paulo                     | não atendeu os requisitos     |                       |                         |           | arquivado                                                                   |
| 7   | 2228/71                  | Suzanápolis                  | Pereira Barreto               | não atendeu os requisitos     |                       |                         |           | arquivado                                                                   |
| 9   | 2233/71                  | Capela do Socorro            | São Paulo                     | não atendeu os requisitos     |                       |                         |           | arquivado                                                                   |
| 3   | 1835/71                  | Cruz das Posses              | Sertãozinho                   | não atendeu os requisitos     |                       |                         |           | arquivado                                                                   |
| 6   | 2226/71                  | Dirce Reis                   | São Francisco                 | não atendeu os requisitos     |                       |                         |           | arquivado                                                                   |
| 1   | 1793/71                  | Gardênia                     | Rancharia                     | não atendeu os requisitos     |                       |                         |           | arquivado                                                                   |
| 2   | 1798/71                  | Moreira César                | Pindamonhangaba               | não atendeu os requisitos     |                       |                         |           | arquivado                                                                   |
| 4   | 1839/71                  | Rosana                       | Teodoro Sampaio               | não atendeu os requisitos     |                       |                         |           | arquivado                                                                   |
| 17  | 2821/79                  | Araçariguama                 | São Roque                     | não atendeu os requisitos     |                       |                         |           | arquivado                                                                   |
| 20  | 2948/79                  | Arco-Íris                    | Tupã                          | não atendeu os requisitos     |                       |                         |           | arquivado                                                                   |
| 19  | 2887/79                  | Guatapará                    | Ribeirão Preto                | não atendeu os requisitos     |                       |                         |           | arquivado                                                                   |
| 21  | 10289/79                 | Ibitiúva                     | Pitangueiras                  | não atendeu os requisitos     |                       |                         |           | arquivado                                                                   |
| 14  | 2750/79                  | Rosana                       | Teodoro Sampaio               | não atendeu os requisitos     |                       |                         |           | arquivado                                                                   |
| 16  | 2819/79                  | Saltinho                     | Piracicaba                    | não atendeu os requisitos     |                       |                         |           | arquivado                                                                   |
| 18  | 2875/79                  | Santo Antônio do Aracanguá   | Araçatuba                     | não atendeu os requisitos     |                       |                         |           | arquivado                                                                   |
| 15  | 2817/79                  | Taiaçupeba                   | Mogi das Cruzes               | não atendeu os requisitos     |                       |                         |           | arquivado                                                                   |
| 13  | 2717/79                  | Vicente de Carvalho          | Guarujá                       | não atendeu os requisitos     |                       |                         |           | arquivado                                                                   |
| 24  | 3981/81                  | Raposo Tavares               | Cotia                         | plebiscito aprovado           |                       | 22/11/1981              | aprovado  | Criado o município pela Lei nº 3.198 de 23/12/1981                          |
| 30  | 6442/81                  | Araçariguama                 | São Roque                     | não atendeu os requisitos     |                       |                         |           | arquivado                                                                   |
| 31  | 6443/81                  | Aspásia                      | Urânia                        | não atendeu os requisitos     |                       |                         |           | arquivado                                                                   |
| 22  | 3822/81                  | Barão Geraldo                | Campinas                      | não atendeu os requisitos     |                       |                         |           | arquivado                                                                   |
| 28  | 6361/81                  | Cajati                       | Jacupiranga                   | não atendeu os requisitos     |                       |                         |           | arquivado                                                                   |
| 32  | 6444/81                  | Moreira César                | Pindamonhangaba               | não atendeu os requisitos     |                       |                         |           | arquivado                                                                   |
| 27  | 6354/81                  | Motuca                       | Araraquara                    | não atendeu os requisitos     |                       |                         |           | arquivado                                                                   |
| 23  | 3979/81                  | Parelheiros                  | São Paulo                     | não atendeu os requisitos     |                       |                         |           | arquivado                                                                   |
| 33  | 6445/81                  | Rosana                       | Teodoro Sampaio               | não atendeu os requisitos     |                       |                         |           | arquivado                                                                   |
| 26  | 5451/81                  | Saltinho                     | Piracicaba                    | não atendeu os requisitos     |                       |                         |           | arquivado                                                                   |
| 29  | 6441/81                  | Santa Salete                 | Urânia                        | não atendeu os requisitos     |                       |                         |           | arquivado                                                                   |
| 25  | 4095/81                  | Santo Antônio do Aracanguá   | Araçatuba                     | não atendeu os requisitos     |                       |                         |           | arquivado                                                                   |
| 35  | 10215/84                 | Santo Amaro                  | São Paulo                     | plebiscito aprovado           |                       | 15/09/1985              | rejeitado | arquivado                                                                   |
| 36  | 14707/84                 | São Miguel Paulista          | São Paulo                     | plebiscito aprovado           |                       | cancelado judicialmente |           | arquivado                                                                   |
| 48  | 7733/85                  | Utinga                       | Santo André                   | plebiscito aprovado           |                       | cancelado judicialmente |           | anexo ao processo 4354/89                                                   |
| 34  | 8353/84                  | Alumínio                     | Mairinque                     | não atendeu os requisitos     |                       |                         |           | arquivado                                                                   |
| 41  | 7495/85                  | Araçariguama                 | São Roque                     | não atendeu os requisitos     |                       |                         |           | arquivado                                                                   |
| 42  | 7504/85                  | Aspásia                      | Urânia                        | não atendeu os requisitos     |                       |                         |           | arquivado                                                                   |
| 40  | 6937/85                  | Bertioga                     | Santos                        | não atendeu os requisitos     |                       |                         |           | arquivado                                                                   |
| 47  | 7730/85                  | Estiva Gerbi                 | Mogi Guaçu                    | não atendeu os requisitos     |                       |                         |           | arquivado                                                                   |
| 37  | 6044/85                  | Euclides da Cunha Paulista   | Teodoro Sampaio               | não atendeu os requisitos     |                       |                         |           | arquivado                                                                   |
| 44  | 7719/85                  | Ouroeste                     | Guarani d'Oeste               | não atendeu os requisitos     |                       |                         |           | arquivado                                                                   |
| 38  | 6572/85                  | Perus                        | São Paulo                     | não atendeu os requisitos     |                       |                         |           | arquivado                                                                   |
| 39  | 6935/85                  | Potunduva                    | Jaú                           | não atendeu os requisitos     |                       |                         |           | arquivado                                                                   |
| 49  | 7759/85                  | Rosana                       | Teodoro Sampaio               | não atendeu os requisitos     |                       |                         |           | arquivado                                                                   |
| 45  | 7728/85                  | Saltinho                     | Piracicaba                    | não atendeu os requisitos     |                       |                         |           | arquivado                                                                   |
| 43  | 7505/85                  | Santo Antônio do Aracanguá   | Araçatuba                     | não atendeu os requisitos     |                       |                         |           | arquivado                                                                   |
| 46  | 7729/85                  | Vicente de Carvalho          | Guarujá                       | não atendeu os requisitos     |                       |                         |           | anexo ao processo 4345/89                                                   |
| 53  | 10017/87                 | Ilha Solteira                | Pereira Barreto               | plebiscito aprovado           |                       | cancelado judicialmente |           | anexo ao processo 2817/90                                                   |
| 55  | 1399/88                  | Alumínio                     | Mairinque                     | plebiscito aprovado           |                       | cancelado judicialmente |           | anexo ao processo 3392/90                                                   |
| 50  | 9998/87                  | Bertioga                     | Santos                        | plebiscito aprovado           |                       | cancelado judicialmente |           | anexo ao processo 2829/90                                                   |
| 57  | 1937/88                  | Euclides da Cunha Paulista   | Teodoro Sampaio               | plebiscito aprovado           |                       | 05/11/1989              | aprovado  | Criado o município pela Lei nº 6.645 de 09/01/1990                          |
| 56  | 1933/88                  | Guatapará                    | Ribeirão Preto                | plebiscito aprovado           |                       | 05/11/1989              | aprovado  | Criado o município pela Lei nº 6.645 de 09/01/1990                          |
| 52  | 10013/87                 | Rosana                       | Teodoro Sampaio               | plebiscito aprovado           |                       | 05/11/1989              | aprovado  | Criado o município pela Lei nº 6.645 de 09/01/1990                          |
| 67  | 3408/88                  | Tarumã                       | Assis                         | plebiscito aprovado           |                       | 05/11/1989              | aprovado  | Criado o município pela Lei nº 6.645 de 09/01/1990                          |
| 63  | 3340/88                  | Moreira César                | Pindamonhangaba               | plebiscito aprovado           |                       | cancelado judicialmente |           | anexo ao processo 3964/90                                                   |
| 61  | 3286/88                  | Embaúba                      | Cajobi                        | plebiscito aprovado           |                       | 05/11/1989              | aprovado  | Criado o município pela Lei nº 6.645 de 09/01/1990                          |
| 73  | 3426/88                  | Cumbica                      | Guarulhos                     | plebiscito aprovado           |                       | cancelado judicialmente |           | anexo ao processo 2399/90                                                   |
| 58  | 2789/88                  | Potunduva                    | Jaú                           | plebiscito aprovado           |                       | cancelado judicialmente |           | anexo ao processo 3957/90                                                   |
| 65  | 3346/88                  | Iaras                        | Águas de Santa Bárbara        | plebiscito aprovado           |                       | 05/11/1989              | aprovado  | Criado o município pela Lei nº 6.645 de 09/01/1990                          |
| 66  | 3407/88                  | Araçariguama                 | São Roque                     | plebiscito aprovado           |                       | cancelado judicialmente |           | anexo ao processo 3391/90                                                   |
| 71  | 3414/88                  | Borebi                       | Lençóis Paulista              | plebiscito aprovado           |                       | 05/11/1989              | aprovado  | Criado o município pela Lei nº 6.645 de 09/01/1990                          |
| 62  | 3338/88                  | Espírito Santo do Turvo      | Santa Cruz do Rio Pardo       | plebiscito aprovado           |                       | 05/11/1989              | aprovado  | Criado o município pela Lei nº 6.645 de 09/01/1990                          |
| 51  | 9999/87                  | Ibitiúva                     | Pitangueiras                  | plebiscito aprovado           |                       | 05/11/1989              | aprovado  | Criado o município pela Lei nº 6.645 de 09/01/1990, cancelado judicialmente |
| 54  | 10153/87                 | Motuca                       | Araraquara                    | plebiscito aprovado           |                       | 05/11/1989              | aprovado  | Criado o município pela Lei nº 6.645 de 09/01/1990                          |
| 69  | 3411/88                  | Dirce Reis                   | São Francisco                 | plebiscito aprovado           |                       | 05/11/1989              | aprovado  | Criado o município pela Lei nº 6.645 de 09/01/1990                          |
| 74  | 3429/88                  | Trabiju                      | Boa Esperança do Sul          | plebiscito aprovado           |                       | cancelado judicialmente |           | anexo ao processo 3879/90                                                   |
| 72  | 3415/88                  | Aspásia                      | Urânia                        | plebiscito aprovado           |                       |                         |           | anexo ao processo 3962/90                                                   |
| 75  | 3886/89                  | Cajati                       | Jacupiranga                   | plebiscito aprovado           |                       |                         |           | anexo ao processo 3951/90                                                   |
| 77  | 4321/89                  | Hortolândia                  | Sumaré                        | plebiscito aprovado           |                       |                         |           | anexo ao processo 3958/90                                                   |
| 81  | 4383/89                  | Pedrinhas Paulista           | Cruzália                      | plebiscito aprovado           |                       |                         |           | anexo ao processo 3969/90                                                   |
| 60  | 3283/88                  | Ubarana                      | José Bonifácio                | plebiscito aprovado           |                       |                         |           | anexo ao processo 3954/90                                                   |
| 76  | 4185/89                  | Zacarias                     | Planalto                      | plebiscito aprovado           |                       |                         |           | anexo ao processo 3944/90                                                   |
| 82  | 4384/89                  | Estiva Gerbi                 | Mogi Guaçu                    | plebiscito aprovado           |                       | 19/05/1991              | aprovado  | Criado o município pela Lei nº 7.664 de 30/12/1991                          |
| 68  | 3410/88                  | Santa Salete                 | Urânia                        | não atendeu os requisitos     |                       |                         |           | anexo ao processo 2401/90                                                   |
| 64  | 3341/88                  | Emilianópolis                | Presidente Bernardes          | plebiscito aprovado           |                       |                         |           | anexo ao processo 3881/90                                                   |
| 70  | 3412/88                  | Santo Antônio do Aracanguá   | Araçatuba                     | plebiscito aprovado           |                       |                         |           | anexo ao processo 3963/90                                                   |
| 79  | 4353/89                  | Santo Amaro                  | São Paulo                     | solicitação de arquivamento   |                       |                         |           | arquivado                                                                   |
| 152 | 3392/90 (1399/88 anexo)  | Alumínio                     | Mairinque                     | aprovado pedido de plebiscito | plebiscito aprovado   | 19/05/1991              | aprovado  | Criado o município pela Lei nº 7.664 de 30/12/1991                          |
| 151 | 3391/90 (3407/88 anexo)  | Araçariguama                 | São Roque                     | aprovado pedido de plebiscito | plebiscito aprovado   | 19/05/1991              | aprovado  | Criado o município pela Lei nº 7.664 de 30/12/1991                          |
| 143 | 2829/90 (9998/87 anexo)  | Bertioga                     | Santos                        | aprovado pedido de plebiscito | plebiscito aprovado   | 19/05/1991              | aprovado  | Criado o município pela Lei nº 7.664 de 30/12/1991                          |
| 141 | 2817/90 (10017/87 anexo) | Ilha Solteira                | Pereira Barreto               | aprovado pedido de plebiscito | plebiscito aprovado   | 19/05/1991              | aprovado  | Criado o município pela Lei nº 7.664 de 30/12/1991                          |
| 174 | 3969/90 (4383/89 anexo)  | Pedrinhas Paulista           | Cruzália                      | aprovado pedido de plebiscito | plebiscito aprovado   | 19/05/1991              | aprovado  | Criado o município pela Lei nº 7.664 de 30/12/1991                          |
| 132 | 2400/90                  | São Lourenço da Serra        | Itapecerica da Serra          | aprovado pedido de plebiscito | plebiscito aprovado   | 19/05/1991              | aprovado  | Criado o município pela Lei nº 7.664 de 30/12/1991                          |
| 171 | 3964/90 (3340/88 anexo)  | Moreira César                | Pindamonhangaba               | aprovado pedido de plebiscito | plebiscito aprovado   | cancelado judicialmente |           | arquivado                                                                   |
| 139 | 2543/90                  | Engenheiro Coelho            | Artur Nogueira                | aprovado pedido de plebiscito | plebiscito aprovado   | 19/05/1991              | aprovado  | Criado o município pela Lei nº 7.664 de 30/12/1991                          |
| 167 | 3959/90                  | Caucaia do Alto              | Cotia                         | aprovado pedido de plebiscito | plebiscito aprovado   | 19/05/1991              | rejeitado | arquivado                                                                   |
| 170 | 3963/90 (3412/88 anexo)  | Santo Antônio do Aracanguá   | Araçatuba                     | aprovado pedido de plebiscito | plebiscito aprovado   | 19/05/1991              | aprovado  | Criado o município pela Lei nº 7.664 de 30/12/1991                          |
| 91  | 1022/90                  | Suzanápolis                  | Pereira Barreto               | aprovado pedido de plebiscito | plebiscito aprovado   | 19/05/1991              | aprovado  | Criado o município pela Lei nº 7.664 de 30/12/1991                          |
| 119 | 1787/90                  | Barra do Chapéu              | Apiaí                         | aprovado pedido de plebiscito | plebiscito aprovado   | 19/05/1991              | aprovado  | Criado o município pela Lei nº 7.664 de 30/12/1991                          |
| 154 | 3546/90                  | Campina do Veado             | Itapeva                       | aprovado pedido de plebiscito | plebiscito aprovado   | 19/05/1991              | aprovado  | Criado o município pela Lei nº 7.664 de 30/12/1991                          |
| 113 | 1557/90                  | Canitar                      | Chavantes                     | aprovado pedido de plebiscito | plebiscito aprovado   | 19/05/1991              | aprovado  | Criado o município pela Lei nº 7.664 de 30/12/1991                          |
| 159 | 3881/90 (3341/88 anexo)  | Emilianópolis                | Presidente Bernardes          | aprovado pedido de plebiscito | plebiscito aprovado   | 19/05/1991              | aprovado  | Criado o município pela Lei nº 7.664 de 30/12/1991                          |
| 158 | 3880/90                  | Jacaré                       | Cabreúva                      | aprovado pedido de plebiscito | plebiscito aprovado   | cancelado judicialmente |           | processo com a tramitação suspensa                                          |
| 92  | 1023/90                  | Nova Canaã                   | Três Fronteiras               | aprovado pedido de plebiscito | plebiscito aprovado   | 19/05/1991              | aprovado  | Criado o município pela Lei nº 7.664 de 30/12/1991                          |
| 94  | 1029/90                  | Novais                       | Tabapuã                       | aprovado pedido de plebiscito | plebiscito aprovado   | 19/05/1991              | aprovado  | Criado o município pela Lei nº 7.664 de 30/12/1991                          |
| 88  | 1019/90                  | Saltinho                     | Piracicaba                    | aprovado pedido de plebiscito | plebiscito aprovado   | 19/05/1991              | aprovado  | Criado o município pela Lei nº 7.664 de 30/12/1991                          |
| 163 | 3954/90 (3283/88 anexo)  | Ubarana                      | José Bonifácio                | aprovado pedido de plebiscito | plebiscito aprovado   | 19/05/1991              | aprovado  | Criado o município pela Lei nº 7.664 de 30/12/1991                          |
| 160 | 3944/90 (4185/89 anexo)  | Zacarias                     | Planalto                      | aprovado pedido de plebiscito | plebiscito aprovado   | 19/05/1991              | aprovado  | Criado o município pela Lei nº 7.664 de 30/12/1991                          |
| 86  | 965/90                   | Holambra                     | Artur Nogueira · Jaguariúna   | aprovado pedido de plebiscito | plebiscito aprovado   | 27/10/1991              | aprovado  | Criado o município pela Lei nº 7.664 de 30/12/1991                          |
| 118 | 1786/90                  | Araçaíba                     | Apiaí                         | aprovado pedido de plebiscito | plebiscito aprovado   | 19/05/1991              | rejeitado | arquivado                                                                   |
| 169 | 3962/90 (3415/88 anexo)  | Aspásia                      | Urânia                        | aprovado pedido de plebiscito | plebiscito aprovado   | 19/05/1991              | aprovado  | Criado o município pela Lei nº 7.664 de 30/12/1991                          |
| 161 | 3951/90 (3886/89 anexo)  | Cajati                       | Jacupiranga                   | aprovado pedido de plebiscito | plebiscito aprovado   | 19/05/1991              | aprovado  | Criado o município pela Lei nº 7.664 de 30/12/1991                          |
| 114 | 1560/90                  | Campina do Monte Alegre      | Angatuba                      | aprovado pedido de plebiscito | plebiscito aprovado   | 19/05/1991              | aprovado  | Criado o município pela Lei nº 7.664 de 30/12/1991                          |
| 153 | 3527/90                  | Itapirapuã                   | Ribeira                       | aprovado pedido de plebiscito | plebiscito aprovado   | 19/05/1991              | aprovado  | Criado o município pela Lei nº 7.664 de 30/12/1991                          |
| 117 | 1785/90                  | Ribeirão Grande              | Capão Bonito                  | aprovado pedido de plebiscito | plebiscito aprovado   | 19/05/1991              | aprovado  | Criado o município pela Lei nº 7.664 de 30/12/1991                          |
| 172 | 3966/90                  | Alambari                     | Itapetininga                  | aprovado pedido de plebiscito | plebiscito aprovado   | 19/05/1991              | aprovado  | Criado o município pela Lei nº 7.664 de 30/12/1991                          |
| 148 | 2903/90                  | Arapeí                       | Bananal                       | aprovado pedido de plebiscito | plebiscito aprovado   | 19/05/1991              | aprovado  | Criado o município pela Lei nº 7.664 de 30/12/1991                          |
| 166 | 3958/90 (4321/89 anexo)  | Hortolândia                  | Sumaré                        | aprovado pedido de plebiscito | plebiscito aprovado   | 19/05/1991              | aprovado  | Criado o município pela Lei nº 7.664 de 30/12/1991                          |
| 147 | 2902/90                  | Ilha Comprida                | Cananéia · Iguape             | aprovado pedido de plebiscito | plebiscito aprovado   | 27/10/1991              | aprovado  | Criado o município pela Lei nº 7.664 de 30/12/1991                          |
| 162 | 3952/90                  | Itaóca                       | Apiaí                         | aprovado pedido de plebiscito | plebiscito aprovado   | 19/05/1991              | aprovado  | Criado o município pela Lei nº 7.664 de 30/12/1991                          |
| 90  | 1021/90                  | Mesópolis                    | Paranapuã                     | aprovado pedido de plebiscito | plebiscito aprovado   | 19/05/1991              | aprovado  | Criado o município pela Lei nº 7.664 de 30/12/1991                          |
| 59  | 2953/88                  | Potim                        | Guaratinguetá                 | aprovado pedido de plebiscito | plebiscito aprovado   | 19/05/1991              | aprovado  | Criado o município pela Lei nº 7.664 de 30/12/1991                          |
| 96  | 1047/90                  | Tuiuti                       | Bragança Paulista             | aprovado pedido de plebiscito | plebiscito aprovado   | 19/05/1991              | aprovado  | Criado o município pela Lei nº 7.664 de 30/12/1991                          |
| 93  | 1025/90                  | Vargem                       | Bragança Paulista             | aprovado pedido de plebiscito | plebiscito aprovado   | 19/05/1991              | aprovado  | Criado o município pela Lei nº 7.664 de 30/12/1991                          |
| 137 | 2539/90                  | Bom Sucesso de Itararé       | Itararé                       | aprovado pedido de plebiscito | plebiscito aprovado   | 27/10/1991              | aprovado  | Criado o município pela Lei nº 7.664 de 30/12/1991                          |
| 107 | 1444/90                  | Marapoama                    | Itajobi                       | aprovado pedido de plebiscito | plebiscito aprovado   | 27/10/1991              | aprovado  | Criado o município pela Lei nº 7.664 de 30/12/1991                          |
| 95  | 1038/90                  | Parisi                       | Votuporanga                   | aprovado pedido de plebiscito | plebiscito aprovado   | 27/10/1991              | aprovado  | Criado o município pela Lei nº 7.664 de 30/12/1991                          |
| 115 | 1783/90                  | Pontalinda                   | Jales                         | aprovado pedido de plebiscito | plebiscito aprovado   | 27/10/1991              | aprovado  | Criado o município pela Lei nº 7.664 de 30/12/1991                          |
| 126 | 2258/90                  | Taquarivaí                   | Itapeva                       | aprovado pedido de plebiscito | plebiscito aprovado   | 27/10/1991              | aprovado  | Criado o município pela Lei nº 7.664 de 30/12/1991                          |
| 100 | 1180/90                  | Torre de Pedra               | Porangaba                     | aprovado pedido de plebiscito | plebiscito aprovado   | 27/10/1991              | aprovado  | Criado o município pela Lei nº 7.664 de 30/12/1991                          |
| 87  | 1018/90                  | Elisiário                    | Catanduva                     | aprovado pedido de plebiscito | plebiscito aprovado   | 27/10/1991              | aprovado  | Criado o município pela Lei nº 7.664 de 30/12/1991                          |
| 85  | 964/90                   | Lourdes                      | Turiúba                       | aprovado pedido de plebiscito | plebiscito aprovado   | 27/10/1991              | aprovado  | Criado o município pela Lei nº 7.664 de 30/12/1991                          |
| 134 | 2465/90                  | São João de Iracema          | General Salgado               | aprovado pedido de plebiscito | plebiscito aprovado   | 27/10/1991              | aprovado  | Criado o município pela Lei nº 7.664 de 30/12/1991                          |
| 142 | 2818/90                  | Parelheiros                  | São Paulo                     | aprovado pedido de plebiscito | plebiscito não votado |                         |           | arquivado                                                                   |
| 89  | 1020/90                  | Pratânia                     | São Manuel                    | aprovado pedido de plebiscito | plebiscito aprovado   | 22/03/1992              | aprovado  | Criado o município pela Lei nº 8.550 de 30/12/1993                          |
| 112 | 1524/90                  | Arco-Íris                    | Tupã                          | aprovado pedido de plebiscito | plebiscito aprovado   | 22/03/1992              | aprovado  | Criado o município pela Lei nº 8.550 de 30/12/1993                          |
| 164 | 3955/90                  | Vitória Brasil               | Jales                         | aprovado pedido de plebiscito | plebiscito aprovado   | 22/03/1992              | aprovado  | Criado o município pela Lei nº 8.550 de 30/12/1993                          |
| 140 | 2734/90                  | Guaianases                   | São Paulo                     | não atendeu os requisitos     |                       |                         |           | arquivado                                                                   |
| 150 | 3346/90                  | Itaim Paulista               | São Paulo                     | não atendeu os requisitos     |                       |                         |           | arquivado                                                                   |
| 80  | 4354/89 (7733/85 anexo)  | Utinga                       | Santo André                   | não atendeu os requisitos     |                       |                         |           | arquivado                                                                   |
| 131 | 2399/90 (3426/88 anexo)  | Cumbica                      | Guarulhos                     | não atendeu os requisitos     |                       |                         |           | arquivado                                                                   |
| 165 | 3957/90 (2789/88 anexo)  | Potunduva                    | Jaú                           | aprovado pedido de plebiscito | plebiscito aprovado   |                         |           | processo com a tramitação suspensa                                          |
| 133 | 2401/90 (3410/88 anexo)  | Santa Salete                 | Urânia                        | aprovado pedido de plebiscito | plebiscito aprovado   | 22/03/1992              | aprovado  | Criado o município pela Lei nº 8.550 de 30/12/1993                          |
| 97  | 1127/90                  | Ouro Fino Paulista           | Ribeirão Pires                | não atendeu os requisitos     |                       |                         |           | arquivado                                                                   |
| 128 | 2261/90                  | Brejo Alegre                 | Coroados                      | aprovado pedido de plebiscito | plebiscito aprovado   | 22/03/1992              | aprovado  | Criado o município pela Lei nº 8.550 de 30/12/1993                          |
| 179 | 2969/91                  | Canas                        | Lorena                        | aprovado pedido de plebiscito | plebiscito aprovado   | 22/03/1992              | aprovado  | Criado o município pela Lei nº 8.550 de 30/12/1993                          |
| 185 | 3251/91                  | Pracinha                     | Lucélia                       | aprovado pedido de plebiscito | plebiscito aprovado   | 22/03/1992              | aprovado  | Criado o município pela Lei nº 8.550 de 30/12/1993                          |
| 168 | 3960/90                  | Quadra                       | Tatuí                         | aprovado pedido de plebiscito | plebiscito aprovado   | 22/03/1992              | aprovado  | Criado o município pela Lei nº 8.550 de 30/12/1993                          |
| 108 | 1445/90                  | Santa Cruz da Esperança      | Cajuru                        | aprovado pedido de plebiscito | plebiscito aprovado   | 22/03/1992              | aprovado  | Criado o município pela Lei nº 8.550 de 30/12/1993                          |
| 84  | 951/90                   | Taquaral                     | Pitangueiras                  | aprovado pedido de plebiscito | plebiscito aprovado   | 22/08/1993              | aprovado  | Criado o município pela Lei nº 8.550 de 30/12/1993                          |
| 145 | 2861/90                  | Ipiguá                       | São José do Rio Preto         | aprovado pedido de plebiscito | plebiscito aprovado   | 22/08/1993              | aprovado  | Criado o município pela Lei nº 8.550 de 30/12/1993                          |
| 98  | 1178/90                  | Ribeiro dos Santos           | Olímpia                       | não atendeu os requisitos     |                       |                         |           | arquivado                                                                   |
| 78  | 4345/89 (7729/85 anexo)  | Vicente de Carvalho          | Guarujá                       |                               |                       |                         |           | anexo ao processo 2901/90                                                   |
| 146 | 2901/90 (4345/89 anexo)  | Vicente de Carvalho          | Guarujá                       | não atendeu os requisitos     |                       |                         |           | arquivado                                                                   |
| 187 | 3305/91                  | Campos de Cunha              | Cunha                         | aprovado pedido de plebiscito | plebiscito aprovado   |                         |           | processo com a tramitação suspensa                                          |
| 176 | 2491/91                  | Dalas                        | Palmeira d'Oeste              | aprovado pedido de plebiscito | plebiscito aprovado   | cancelado judicialmente |           | processo com a tramitação suspensa                                          |
| 122 | 2247/90                  | Fernão                       | Gália                         | aprovado pedido de plebiscito | plebiscito aprovado   | 21/05/1995              | aprovado  | Criado o município pela Lei nº 9.330 de 27/12/1995                          |
| 124 | 2249/90                  | Nova Castilho                | General Salgado               | aprovado pedido de plebiscito | plebiscito aprovado   | 21/05/1995              | aprovado  | Criado o município pela Lei nº 9.330 de 27/12/1995                          |
| 180 | 3096/91                  | Cachoeira de Emas            | Pirassununga                  | aprovado pedido de plebiscito | plebiscito não votado |                         |           | arquivado                                                                   |
| 110 | 1519/90                  | Jurupema                     | Taquaritinga                  | aprovado pedido de plebiscito | plebiscito aprovado   |                         |           | arquivado                                                                   |
| 99  | 1179/90                  | Nantes                       | Iepê                          | aprovado pedido de plebiscito | plebiscito aprovado   | 21/05/1995              | aprovado  | Criado o município pela Lei nº 9.330 de 27/12/1995                          |
| 157 | 3879/90 (3429/88 anexo)  | Trabiju                      | Boa Esperança do Sul          | aprovado pedido de plebiscito | plebiscito aprovado   | 21/05/1995              | aprovado  | Criado o município pela Lei nº 9.330 de 27/12/1995                          |
| 149 | 2907/90                  | Ribeirão dos Índios          | Santo Anastácio               | aprovado pedido de plebiscito | plebiscito aprovado   | 21/05/1995              | aprovado  | Criado o município pela Lei nº 9.330 de 27/12/1995                          |
| 138 | 2542/90                  | Agulha                       | Fernando Prestes              | não atendeu os requisitos     |                       |                         |           | arquivado                                                                   |
| 105 | 1442/90                  | Bonfim Paulista              | Ribeirão Preto                | não atendeu os requisitos     |                       |                         |           | arquivado                                                                   |
| 106 | 1443/90                  | Botafogo                     | Bebedouro                     | não atendeu os requisitos     |                       |                         |           | arquivado                                                                   |
| 125 | 2250/90                  | Cajuru do Sul                | Sorocaba                      | não atendeu os requisitos     |                       |                         |           | arquivado                                                                   |
| 130 | 2397/90                  | Cândia                       | Pontal                        | não atendeu os requisitos     |                       |                         |           | arquivado                                                                   |
| 103 | 1440/90                  | Córrego Rico                 | Jaboticabal                   | não atendeu os requisitos     |                       |                         |           | arquivado                                                                   |
| 104 | 1441/90                  | Cruz das Posses              | Sertãozinho                   | não atendeu os requisitos     |                       |                         |           | arquivado                                                                   |
| 127 | 2260/90                  | Éden                         | Sorocaba                      | não atendeu os requisitos     |                       |                         |           | arquivado                                                                   |
| 182 | 3136/91                  | Gardênia                     | Rancharia                     | não atendeu os requisitos     |                       |                         |           | arquivado                                                                   |
| 121 | 2118/90                  | Ibiporanga                   | Tanabi                        | não atendeu os requisitos     |                       |                         |           | arquivado                                                                   |
| 116 | 1784/90                  | Ida Iolanda                  | Nhandeara                     | não atendeu os requisitos     |                       |                         |           | arquivado                                                                   |
| 173 | 3968/90                  | Jacuba                       | Arealva                       | não atendeu os requisitos     |                       |                         |           | arquivado                                                                   |
| 102 | 1439/90                  | Jurucê                       | Jardinópolis                  | não atendeu os requisitos     |                       |                         |           | arquivado                                                                   |
| 129 | 2262/90                  | Marcondésia                  | Monte Azul Paulista           | não atendeu os requisitos     |                       |                         |           | arquivado                                                                   |
| 136 | 2536/90                  | Nova América                 | Itápolis                      | não atendeu os requisitos     |                       |                         |           | arquivado                                                                   |
| 186 | 3252/91                  | Nova Veneza                  | Sumaré                        | não atendeu os requisitos     |                       |                         |           | arquivado                                                                   |
| 155 | 3656/90                  | Palmeiras de São Paulo       | Suzano                        | não atendeu os requisitos     |                       |                         |           | arquivado                                                                   |
| 177 | 2738/91                  | Paruru                       | Ibiúna                        | não atendeu os requisitos     |                       |                         |           | arquivado                                                                   |
| 181 | 3097/91                  | São Berto                    | Manduri                       | não atendeu os requisitos     |                       |                         |           | arquivado                                                                   |
| 109 | 1491/90                  | São João do Marinheiro       | Cardoso                       | não atendeu os requisitos     |                       |                         |           | arquivado                                                                   |
| 135 | 2468/90                  | São João Novo                | São Roque                     | não atendeu os requisitos     |                       |                         |           | arquivado                                                                   |
| 111 | 1520/90                  | Guariroba                    | Taquaritinga                  | aprovado pedido de plebiscito | plebiscito não votado |                         |           | arquivado                                                                   |
| 178 | 2928/91                  | Costa Verde                  | Caraguatatuba · Ubatuba       | não atendeu os requisitos     |                       |                         |           | arquivado                                                                   |
| 175 | 2395/91                  | Quiririm                     | Taubaté                       | não atendeu os requisitos     |                       |                         |           | arquivado                                                                   |
| 183 | 3152/91                  | Taiaçupeba                   | Mogi das Cruzes               | não atendeu os requisitos     |                       |                         |           | arquivado                                                                   |
| 190 | 1874/92                  | Gavião Peixoto               | Araraquara                    | aprovado pedido de plebiscito | plebiscito aprovado   | 21/05/1995              | aprovado  | Criado o município pela Lei nº 9.330 de 27/12/1995                          |
| 189 | 875/92                   | Jumirim                      | Tietê                         | aprovado pedido de plebiscito | plebiscito aprovado   | 21/05/1995              | aprovado  | Criado o município pela Lei nº 9.330 de 27/12/1995                          |
| 191 | 1850/93                  | Ouroeste                     | Guarani d'Oeste               | aprovado pedido de plebiscito | plebiscito aprovado   | 21/05/1995              | aprovado  | Criado o município pela Lei nº 9.330 de 27/12/1995                          |
| 83  | 947/90                   | Paulistânia                  | Agudos                        | aprovado pedido de plebiscito | plebiscito aprovado   | 21/05/1995              | aprovado  | Criado o município pela Lei nº 9.330 de 27/12/1995                          |
| 198 | 3194/93                  | Pirapitingui                 | Itu                           | aprovado pedido de plebiscito | plebiscito não votado |                         |           | arquivado                                                                   |
| 184 | 3250/91                  | Barão Geraldo                | Campinas                      | não atendeu os requisitos     |                       |                         |           | arquivado                                                                   |
| 199 | 3200/93                  | Pirambóia                    | Anhembi                       | aprovado pedido de plebiscito | plebiscito não votado |                         |           | arquivado                                                                   |
| 156 | 3827/90                  | Rosália                      | Marília                       | não atendeu os requisitos     |                       |                         |           | arquivado                                                                   |
| 123 | 2248/90                  | São Mateus                   | São Paulo                     | não atendeu os requisitos     |                       |                         |           | arquivado                                                                   |
| 101 | 1436/90                  | Tapinas                      | Itápolis                      | não atendeu os requisitos     |                       |                         |           | arquivado                                                                   |
| 188 | 673/92                   | Braço                        | Eldorado                      | não atendeu os requisitos     |                       |                         |           | arquivado                                                                   |
| 193 | 3013/93                  | Costa Machado                | Mirante do Paranapanema       | aprovado pedido de plebiscito | plebiscito não votado |                         |           | arquivado                                                                   |
| 195 | 3105/93                  | Agulha                       | Fernando Prestes              | aprovado pedido de plebiscito | plebiscito aprovado   |                         |           | arquivado                                                                   |
| 204 | 1604/94                  | Braço                        | Eldorado                      | aprovado pedido de plebiscito | plebiscito não votado |                         |           | arquivado                                                                   |
| 209 | 2802/94                  | Roberto                      | Pindorama                     | aprovado pedido de plebiscito | plebiscito não votado |                         |           | arquivado                                                                   |
| 202 | 792/94                   | Bandeirantes d'Oeste         | Sud Mennucci                  | aprovado pedido de plebiscito | plebiscito não votado |                         |           | arquivado                                                                   |
| 208 | 2645/94                  | Brasitânia                   | Fernandópolis                 | aprovado pedido de plebiscito | plebiscito não votado |                         |           | arquivado                                                                   |
| 201 | 3206/93                  | Cipó-Guaçu                   | Embu-Guaçu                    | aprovado pedido de plebiscito | plebiscito não votado |                         |           | arquivado                                                                   |
| 205 | 1887/94                  | Ida Iolanda                  | Nhandeara                     | aprovado pedido de plebiscito | plebiscito não votado |                         |           | arquivado                                                                   |
| 211 | 3066/94                  | Nova Cardoso                 | Itajobi                       | aprovado pedido de plebiscito | plebiscito não votado |                         |           | arquivado                                                                   |
| 213 | 3241/94                  | Rechan                       | Itapetininga                  | aprovado pedido de plebiscito | plebiscito não votado |                         |           | arquivado                                                                   |
| 120 | 2023/90                  | São Benedito da Cachoeirinha | Ituverava                     | aprovado pedido de plebiscito | plebiscito não votado |                         |           | arquivado                                                                   |
| 206 | 2084/94                  | Terra Preta                  | Mairiporã                     | aprovado pedido de plebiscito | plebiscito aprovado   |                         |           | processo com a tramitação suspensa                                          |
| 210 | 2803/94                  | Ibitiúva                     | Pitangueiras                  | aprovado pedido de plebiscito | plebiscito aprovado   |                         |           | processo com a tramitação suspensa                                          |
| 200 | 3204/93                  | Caucaia do Alto              | Cotia                         | aprovado pedido de plebiscito | plebiscito não votado |                         |           | arquivado                                                                   |
| 203 | 1178/94                  | Rosália                      | Marília                       | aprovado pedido de plebiscito | plebiscito não votado |                         |           | arquivado                                                                   |
| 196 | 3192/93                  | Araçaíba                     | Apiaí                         | aprovado pedido de plebiscito | plebiscito aprovado   |                         |           | processo com a tramitação suspensa                                          |
| 228 | 4143/95                  | Campina de Fora              | Ribeirão Branco               | aprovado pedido de plebiscito | plebiscito não votado |                         |           | arquivado                                                                   |
| 197 | 3193/93                  | Guarizinho                   | Itapeva                       | aprovado pedido de plebiscito | plebiscito não votado |                         |           | arquivado                                                                   |
| 215 | 3245/94                  | Itabôa                       | Ribeirão Branco               | aprovado pedido de plebiscito | plebiscito não votado |                         |           | arquivado                                                                   |
| 219 | 2990/95                  | Campos de Holambra           | Paranapanema                  | aprovado pedido de plebiscito | plebiscito não votado |                         |           | arquivado                                                                   |
| 216 | 2711/95                  | Cruz das Posses              | Sertãozinho                   | aprovado pedido de plebiscito | plebiscito não votado |                         |           | arquivado                                                                   |
| 217 | 2945/95                  | Curupá                       | Tabatinga                     | aprovado pedido de plebiscito | plebiscito aprovado   |                         |           | processo com a tramitação suspensa                                          |
| 224 | 3873/95                  | Porto                        | Capela do Alto                | aprovado pedido de plebiscito | plebiscito não votado |                         |           | arquivado                                                                   |
| 225 | 3874/95                  | Turiba do Sul                | Itaberá                       | aprovado pedido de plebiscito | plebiscito não votado |                         |           | arquivado                                                                   |
| 221 | 3671/95                  | Brás Cubas                   | Mogi das Cruzes               | não atendeu os requisitos     |                       |                         |           | arquivado                                                                   |
| 212 | 3114/94                  | Campos de Holambra           | Paranapanema                  | outro processo já aprovado    |                       |                         |           | arquivado                                                                   |
| 192 | 2921/93                  | Alphaville                   | Barueri · Santana de Parnaíba | não atendeu os requisitos     |                       |                         |           | arquivado                                                                   |
| 222 | 3767/95                  | Arcadas                      | Amparo                        | aprovado pedido de plebiscito | plebiscito aprovado   |                         |           | processo com a tramitação suspensa                                          |
| 194 | 3014/93                  | Cumbica                      | Guarulhos                     | não atendeu os requisitos     |                       |                         |           | arquivado                                                                   |
| 144 | 2859/90                  | Engenheiro Schmitt           | São José do Rio Preto         | não atendeu os requisitos     |                       |                         |           | arquivado                                                                   |
| 223 | 3769/95                  | Área Continental             | São Vicente                   |                               |                       |                         |           | anexo ao processo 6253/99                                                   |
| 250 | 6253/99 (3769/95 anexo)  | Área Continental             | São Vicente                   |                               |                       |                         |           | processo com a tramitação suspensa                                          |
| 240 | 2125/99                  | Ariri                        | Cananéia                      |                               |                       |                         |           | processo com a tramitação suspensa                                          |
| 220 | 3669/95                  | Baguaçu                      | Olímpia                       |                               |                       |                         |           | anexo ao processo 6197/99                                                   |
| 244 | 6197/99 (3669/95 anexo)  | Baguaçu                      | Olímpia                       |                               |                       |                         |           | processo com a tramitação suspensa                                          |
| 229 | 2472/96                  | Cardeal                      | Elias Fausto                  |                               |                       |                         |           | anexo ao processo 6207/99                                                   |
| 247 | 6207/99 (2472/96 anexo)  | Cardeal                      | Elias Fausto                  |                               |                       |                         |           | processo com a tramitação suspensa                                          |
| 207 | 2613/94                  | Engenheiro Maia              | Itaberá                       |                               |                       |                         |           | anexo ao processo 6191/99                                                   |
| 241 | 6191/99 (2613/94 anexo)  | Engenheiro Maia              | Itaberá                       |                               |                       |                         |           | processo com a tramitação suspensa                                          |
| 231 | 3064/96                  | Gramadão                     | São Miguel Arcanjo            |                               |                       |                         |           | anexo ao processo 6210/99                                                   |
| 249 | 6210/99 (3064/96 anexo)  | Gramadão                     | São Miguel Arcanjo            |                               |                       |                         |           | processo com a tramitação suspensa                                          |
| 234 | 2454/98                  | Iubatinga                    | Caiabu                        |                               |                       |                         |           | processo com a tramitação suspensa                                          |
| 236 | 1872/99                  | Cumbica                      | Guarulhos                     |                               |                       |                         |           | processo com a tramitação suspensa                                          |
| 253 | 2553/03                  | Jd. Panorama / Pq. Pinheiros | Álvares Machado               |                               |                       |                         |           | processo com a tramitação suspensa                                          |
| 235 | 2503/98                  | Juritis                      | Glicério                      |                               |                       |                         |           | processo com a tramitação suspensa                                          |
| 218 | 2947/95                  | Nova Veneza                  | Sumaré                        |                               |                       |                         |           | anexo ao processo 6196/99                                                   |
| 243 | 6196/99 (2947/95 anexo)  | Nova Veneza                  | Sumaré                        |                               |                       |                         |           | processo com a tramitação suspensa                                          |
| 255 | 3105/10                  | Parateí                      | Guararema                     |                               |                       |                         |           | processo com a tramitação suspensa                                          |
| 230 | 3030/96                  | Perus                        | São Paulo                     |                               |                       |                         |           | anexo ao processo 6209/99                                                   |
| 248 | 6209/99 (3030/96 anexo)  | Perus                        | São Paulo                     |                               |                       |                         |           | processo com a tramitação suspensa                                          |
| 233 | 1316/98                  | Planalto do Sul              | Teodoro Sampaio               |                               |                       |                         |           | processo com a tramitação suspensa                                          |
| 237 | 2119/99                  | Rubião Júnior                | Botucatu                      |                               |                       |                         |           | processo com a tramitação suspensa                                          |
| 214 | 3244/94                  | Santa Cruz dos Lopes         | Itararé                       |                               |                       |                         |           | anexo ao processo 6193/99                                                   |
| 242 | 6193/99 (3244/94 anexo)  | Santa Cruz dos Lopes         | Itararé                       |                               |                       |                         |           | processo com a tramitação suspensa                                          |
| 226 | 3932/95                  | Santa Eudóxia                | São Carlos                    |                               |                       |                         |           | anexo ao processo 6199/99                                                   |
| 245 | 6199/99 (3932/95 anexo)  | Santa Eudóxia                | São Carlos                    |                               |                       |                         |           | processo com a tramitação suspensa                                          |
| 252 | 2518/03                  | Santa Terezinha              | Lupércio                      |                               |                       |                         |           | processo com a tramitação suspensa                                          |
| 251 | 2589/00                  | Santo Amaro                  | São Paulo                     |                               |                       |                         |           | processo com a tramitação suspensa                                          |
| 239 | 2124/99                  | São Berto                    | Manduri                       |                               |                       |                         |           | processo com a tramitação suspensa                                          |
| 254 | 2759/05                  | São Mateus                   | São Paulo                     |                               |                       |                         |           | processo com a tramitação suspensa                                          |
| 227 | 3958/95                  | Sousas                       | Campinas                      |                               |                       |                         |           | anexo ao processo 6200/99                                                   |
| 246 | 6200/99 (3958/95 anexo)  | Sousas                       | Campinas                      |                               |                       |                         |           | processo com a tramitação suspensa                                          |
| 232 | 454/98                   | Teçaindá                     | Martinópolis                  |                               |                       |                         |           | processo com a tramitação suspensa                                          |
| 238 | 2121/99                  | Vicentinópolis               | Santo Antônio do Aracanguá    |                               |                       |                         |           | processo com a tramitação suspensa                                          |
| 257 | 6020/13                  | Caucaia do Alto              | Cotia                         |                               |                       |                         |           | processo com a tramitação suspensa                                          |
| 258 | 6393/13                  | Vicente de Carvalho          | Guarujá                       |                               |                       |                         |           | processo com a tramitação suspensa                                          |
| 259 | 211/14                   | Paruru                       | Ibiúna                        |                               |                       |                         |           | processo com a tramitação suspensa                                          |
| 256 | 2571/13                  | Área Cura                    | Sumaré                        |                               |                       |                         |           | processo com a tramitação suspensa                                          |